# Ricardo Passano (padre)
Ricardo Segundo Passano (o Ricardo Passano (Padre)) (Montevideo, Uruguay; 1893 - Buenos Aires, Argentina; 1973) fue un primer actor, caricaturista y director de teatro uruguayo nacionalizado en Argentina.

## Carrera
Patriarca de una familia de artistas, su padre fue  un actor, director y autor teatral, trabajó en Buenos Aires con José Podestá, y falleció en Montevideo, poco antes de dirigir a Pablo Podestá. Sus hijos fueron los actores Ricardo Passano (1922-2012) y Mario Passano (1925-1995) y la actriz Margot Passano. Su nuera fue la actriz Mirtha Reid (1918 - 1981), esposa de su hijo Mario.
De muy joven estudió en la Escuela Experimental de Arte Dramático de Montevideo, bajo la dirección de la trágica italiana Jacinta Pezzana y de Atilio Supparo, figura señera del teatro rioplatense. Debutó como aficionado en el Centro Catalá.
En la época en la que estaba desilucionado con el teatro se dedica al periodismo haciendo "parlamentarias" en El Plata. En 1908 regresa a la Argentina y trabaja con José Gómez, al tiempo que dibujaba en Última Hoja.
En 1912 actuó con Guillermo Battaglia, y al año siguiente con Enrique Arellano.
Se formó como actor con Enrique Gustavino (Cía. de Arte Realista) y con Difilippis Novoa (Cía. Renovación). Fue docente de grandes artistas argentinos como Alejandra Boero y Pedro Asquini.
Gran actor de cine, radio, teatro y televisión, Passano fue reconocido sobre todo por ser uno de los fundadores del Teatro Independiente en la Argentina junto a Leonidas Barletta. Se encuentra entre los creadores del T. proletario, cuyo cuadro escénico dirige entre 1932 y 1935. Cuatro años después inició las actividades del T la Máscara, cuyo integrantes pertenecían al ya desaparecido T. Proletario
En la pantalla grande argentina trabajó junto a primeras figuras como Blanca Podestá, Miguel Faust Rocha, Alberto Ballerini, Florén Delbene, Nelo Cosimi, Tulia Ciámpoli, Pepita Muñoz y Arturo García Buhr.
En 1928 actuó en la Compañía de Pierina Dealessi - César Ratti en el Teatro Liceo. 
Trabajó en radioteatro junto a sus hijos en 1934, La pandilla de Tony, un programa que se emitía por la desaparecida radio La Voz del Aire.
Intervino activamente tanto el la utilería como en el manejo de los actores detrás de esta que le interesó fundamentalmente, al punto que creó una escuela de intérpretes y directores, que por falta de tiempo solo funcionó a medias. A su vez, dictó muchas conferencias en el interíor del país, e invitado por el VORS viajó por URSS y la República Popular China.

## Filmografía
- 1934: Bajo la santa Federación.
- 1930: Corazón ante la ley.
- 1926: El lobo de la ribera.
- 1925: Manuelita Rosas.

## Teatro
- Ensueño
- Jugando a la guerra
- Comedia sin titulo
- Volpone
- La noria
- El soldado
- Tío Vania
- Barranca abajo
- El Centro-Foward murió al amanecer